# Jon Odden
Jon Odden (ur. w 1981) – norweski snowboardzista. Nie startował na igrzyskach olimpijskich. Zajął 34. miejsce na mistrzostwach w Madonna di Campiglio. Najlepsze wyniki w Pucharze Świata osiągnął w sezonie 2000/2001, kiedy to zajął 51. miejsce w klasyfikacji generalnej.
W 2003 r. zakończył karierę.

## Sukcesy

### Mistrzostwa Świata
| Miejsce | Dzień       | Rok  | Miejscowość          | Konkurencja | Zwycięzca        |
| ------- | ----------- | ---- | -------------------- | ----------- | ---------------- |
| 34.     | 27 stycznia | 2001 | Madonna di Campiglio | Halfpipe    | Kim Christiansen |

### Puchar Świata

#### Miejsca w klasyfikacji generalnej
- 2000/2001 - 34.

#### Miejsca na podium
1. Berchtesgaden – 8 lutego 2001 (Halfpipe) - 3. miejsce